# Полянка (Коростенский район)
Полянка (укр. Полянка) — село на Украине, находится Иршанской поселковой общине Житомирской области.
Код КОАТУУ — 1822383604. Население по переписи 2001 года составляет 130 человек. Почтовый индекс — 11576. Телефонный код — 4142. Занимает площадь 0,985 км².